# Ole Thorben Buschhüter

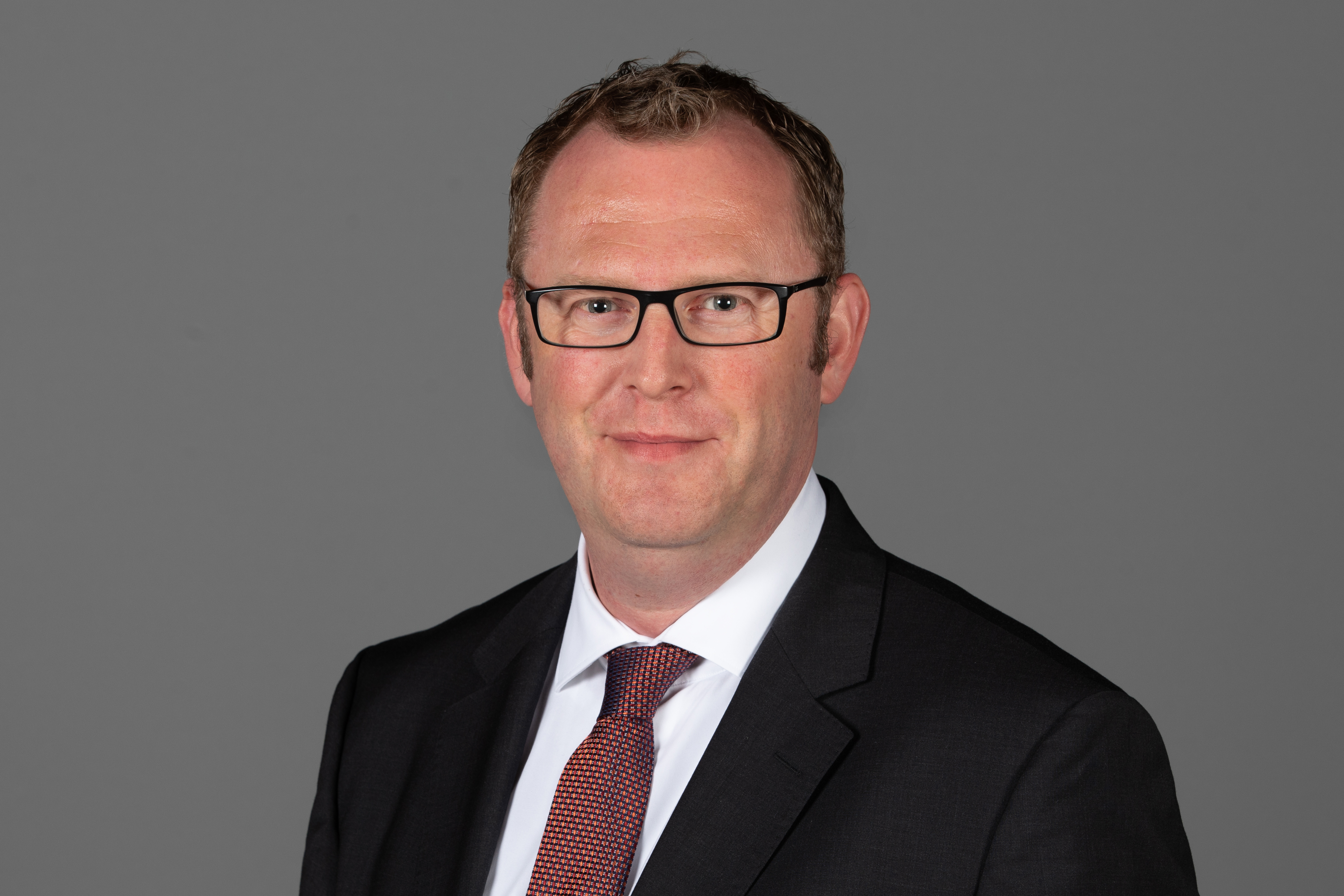
Ole Thorben Buschhüter 2018

 Ole Thorben Buschhüter (* 24. Januar 1976 in Hamburg) ist ein Hamburger Politiker der SPD und Mitglied der Hamburgischen Bürgerschaft.

## Leben
Ole Thorben Buschhüter besuchte von 1986 bis 1995 das Gymnasium Oldenfelde im Hamburger Bezirk Wandsbek. 1992/93 besuchte er in den USA die Speedway High School in Speedway (Indiana). 1995 folgte das Abitur wieder in Deutschland. Anschließend studierte er Rechtswissenschaften an der Universität Hamburg mit dem Schwerpunkt Umwelt- und Planungsrecht (nicht abgeschlossen). Von 1998 bis 2002 war er Mitarbeiter des Politikers Senator a. D. Peter Zumkley sowie von 2002 bis 2008 Mitarbeiter des Abgeordneten Jan Quast.

## Partei
Ole Thorben Buschhüter ist seit 1992 Mitglied der SPD. Er war ab 1995 stellvertretender und ist seit 2000 Vorsitzender des SPD-Distrikts Oldenfelde, seit 2022 gemeinsam mit Dora Heyenn. Von April 2016 bis Oktober 2020 war er stellvertretender Vorsitzender des SPD-Kreises Wandsbek, seitdem ist er dessen Kassierer. Dem Vorstand der Sozialdemokratischen Gemeinschaft für Kommunalpolitik in Hamburg e.V. gehört er als Schatzmeister an.

## Abgeordneter
Ab November 1994 war er zugewählter Bürger in Ausschüssen der Bezirksversammlung Wandsbek, u. a. im damaligen Ortsausschuss Rahlstedt. Vom 11. Oktober 2001 bis zu seiner Wahl in die Bürgerschaft 2008 war er Mitglied der Bezirksversammlung Wandsbek. Dort war er Beisitzer im Vorstand der SPD-Fraktion und ihr verkehrspolitischer Sprecher.
Im Februar 2008 wurde er bei der Bürgerschaftswahl als stimmenstärkster Kandidat im Wahlkreis Rahlstedt in die Hamburgische Bürgerschaft gewählt. Bei der Bürgerschaftswahl 2011, der Bürgerschaftswahl 2015, der Bürgerschaftswahl 2020 und der Bürgerschaftswahl 2025 konnte er sein Wahlkreismandat verteidigen. Er war von 2011 bis 2020 Vorsitzender des Verkehrsausschusses. Von 2011 bis 2014 war er außerdem Vorsitzender des Parlamentarischen Untersuchungsausschusses „Elbphilharmonie“. Seit April 2018 ist er Parlamentarischer Geschäftsführer, seit Juni 2020 zudem verkehrspolitischer Sprecher der SPD-Fraktion. In der 23. Wahlperiode gehört er dem Verkehrsausschuss, dem Verfassungs- und Bezirksausschuss, dem Ausschuss für die Zusammenarbeit der Länder Hamburg und Schleswig-Holstein sowie dem Ältestenrat an.
Er war Mitglied der 17. Bundesversammlung zur Wahl des deutschen Bundespräsidenten 2022.

## Weitere Aktivitäten
Sein besonderes politisches Engagement gilt dem Bau einer S-Bahn-Strecke von Hamburg-Hasselbrook nach Rahlstedt, Ahrensburg und Bad Oldesloe, dem so genannten 
Projekt S4. In diesem Zusammenhang hat er im Jahre 2000 die S4-Initiative gegründet, deren Hamburger Sprecher er ist.

## Belege
1. ↑  die tageszeitung.

| Personendaten    | Personendaten                   |
| ---------------- | ------------------------------- |
| NAME             | Buschhüter, Ole Thorben         |
| KURZBESCHREIBUNG | deutscher Politiker (SPD), MdHB |
| GEBURTSDATUM     | 24. Januar 1976                 |
| GEBURTSORT       | Hamburg                         |